# Руйла
Ру́йла (эст. Ruila) — деревня на севере Эстонии в волости Сауэ уезда Харьюмаа. 
До административной реформы местных самоуправлений Эстонии 2017 года входила в состав волости Керну. 

## География
Расположена в 25 км к юго-западу от Таллина. На северо-западе граничит с деревнями Лайтсе и Кабила, на севере — с Муузика и Каазику, на юге — с Похла и Мынусте, на востоке — с Аллика и Тагаметса. Высота над уровнем моря — 41 метр.

## Население
По данным переписи населения 2021 года, в деревне проживали 159 человек, из них 158 (99,4 %) — эстонцы.
Численность населения деревни Руйла по данным переписей населения:
| Год  | 2000 | 2011  | 2021  |
| ---- | ---- | ----- | ----- |
| Чел. | 115  | ↗ 161 | ↘ 159 |

## История
Первые упоминания о деревне содержатся в датской поземельной книге XIII века. Поселение в ней упоминается под названием Rughæl.
В Руйла была построена рыцарская мыза Руйль (нем. Ruil), первые упоминания о которой датируются 1417 годом. Предположительно, мыза существовала уже в XIV веке. С 1622 года мыза принадлежала фон Ульрихам, а в 1814 году перешла во владение фон Бременов. В 1859 году фон Бремены построили современное здание усадьбы.
В 1871 году была открыта деревенская школа, которая функционирует и по сей день под названием средняя школа Руйла. Первое здание школы находилось на территории современной деревни Муузика. В настоящее время школа располагается в главном здании мызы.
В 2001 году здесь умер эстонский композитор Раймо Кангро.